# New York Times Best Seller list
 (juin 2019).
La New York Times Best Seller list, publiée hebdomadairement par The New York Times, est une liste de best-sellers de la semaine. Publiée dans la section Book Review du dimanche, elle apparaît pour la première fois le 9 avril 1942 sous le titre de The Best Selling Books, Here and Everywhere. 
Au contraire de plusieurs autres listes de best-sellers qui, pour la plupart, s'appuient sur les ventes totales de chaque livre, celle-ci s'appuie sur un sondage effectué auprès de libraires sélectionnés. The New York Times affirme qu'il s'agit d'une liste créée à partir de ventes de best-sellers.
La liste se présente en deux sections : Fiction et Non-Fiction, chacune contenant 15 titres.
Il y a eu des accusations selon lesquelles certains livres se sont retrouvés sur cette liste à la suite d'une campagne publicitaire ciblée. Étant sur cette liste, ils recevaient une attention plus grande que celle qui leur était due. Certains livres rédigés par L. Ron. Hubbard en sont un exemple flagrant : l'éditeur appartenait à l'auteur et n'éditait que lui, si bien que sa création, la scientologie, faisait acheter des livres par ses adeptes et rachetait des livres qu'elle remettait ensuite en vente, dans le but de gonfler les chiffres,.
Également, quelques titres sont étiquetés avec une croix (†), ce qui signifie que d'importantes quantités ont été reçues par les libraires. Puisqu'il est plus économique de commander en grosses quantités pour les classes ou pour la revente, cela peut être une tactique pour faire apparaître certains titres dans cette liste.
En 2001, une nouvelle section est apparue pour lister les livres pour enfants. Des observateurs pensent qu'elle a été créée pour diminuer la présence des livres de la série Harry Potter, laquelle dominait le classement depuis deux ans, ce qui empêchait certains titres d'apparaître sur cette liste.